# Traplift

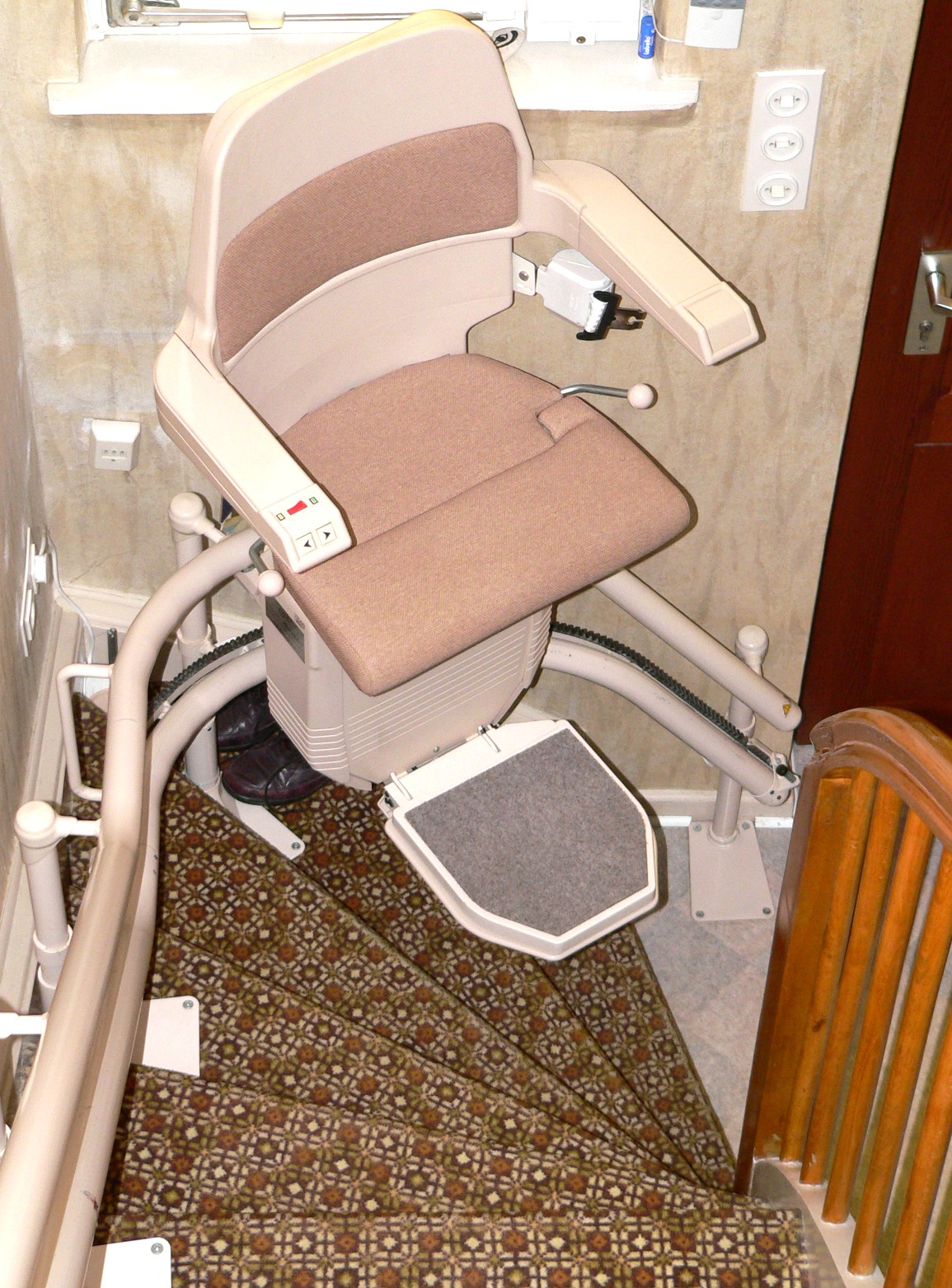
Traplift

Een traplift is een stoel die wordt voortbewogen door een elektromotor over een rail die is bevestigd op een trap. Een dergelijke lift is primair bedoeld voor personen die niet op eigen kracht naar boven of naar beneden kunnen. Over het algemeen zijn er voor de installatie van een traplift geen bouwkundige werkzaamheden nodig.

## Soorten
Onder trapliften worden alle liften verstaan die over de trap, diagonaal, bewegen. Deze groep is onder te verdelen in:
- plateautraplift, bedoeld voor rolstoelen;
- stoellift, een traplift waarbij men zittend over de trap beweegt;
- kindertraplift, een traplift met een zitting speciaal geschikt voor kinderen;
- buitentraplift, ontworpen voor buitengebruik en is weerbestendig;
- obesitastraplift, bedoeld voor mensen met extreem overgewicht belastbaar tot 300 kg.
- huisdierentraplift, bedoeld om een huisdier de trap op- en af te laten gaan.

## Recht en met bocht
Trapliften zijn er zowel voor een rechte trap als voor een trap met bocht. Voor een trap met bocht, zoals een wenteltrap, waaiervormige trap of gedraaide trap met trapportaal of tussenportaal, is een rail op maat nodig.

## Traplift in de binnen- of buitenbocht?
Trapliften kunnen zowel in de binnen- als buitenbocht worden geïnstalleerd. Hoewel een binnenbocht meer loopruimte overlaat, biedt een buitenbocht vaak meer comfort en veiligheid.
Doordat de gebruiker in de rijrichting kijkt, voelt de rit natuurlijker aan. Bovendien is de hellingshoek minder steil, wat de stabiliteit vergroot en het gevoel van veiligheid versterkt. Het uitstappen is bij een buitenbocht eenvoudiger, omdat de lift meestal op een ruimere overloop eindigt.
Bij langere of complexere trappen zorgt een buitenbocht voor een soepelere rit met minder scherpe bochten. Daarnaast blijft de trap goed toegankelijk, en is de impact op de treden vaak kleiner. Hierdoor is de buitenbocht in veel gevallen de meest comfortabele en veilige keuze.

## Energievoorziening
Het stoeltje van een traplift heeft een elektrische motor en een accu. Staat het stoeltje onderaan of bovenaan, dan wordt de accu opgeladen. Door een accu te gebruiken, is er geen contactleiding of sleepketting nodig.

## Mogelijkheden
Bij een traplift is het mogelijk om tussen verschillende opties te kiezen:
- handmatig of automatisch draaien van de stoel;
- het wel of niet verstelbaar zijn van de armsteunen, de zitting en/of de voetenplank;
- een ergonomische of tiptoets-joystick;
- stoelbekleding van leer, vinyl of kunststof;
- kleur van de bekleding;
- kleur van de rail
- opklapbare rail (manueel of automatisch)
- maximale belasting; standaard tot 125 kg,[bron?] uit te breiden
- afstandsbediening.

## Veiligheid
Trapliften moeten voldoen aan alle veiligheidsnormen. Vaak worden bij trapliften direct onderhoudscontracten afgesloten, waarbij een onderhoudsmonteur minimaal eenmaal per jaar naar de traplift kijkt. Belangrijke punten voor veiligheid zijn:
- Kleding mag niet knel komen te zitten tussen stoel en trap/rail.
- De voeten mogen niet klem komen te zitten door een goede klemdetectie.
- Er is altijd een veiligheidsgordel aanwezig.
- Bij belemmering of storing moet de stoel automatisch stoppen.
- De stoel heeft altijd een knop of sleutel om ongewenst gebruik te voorkomen.
- De stoel beschikt over een alarmsignaal dat aangeeft dat de accu niet wordt opgeladen.
- Oversnelheidsbeveiliging die ervoor zorgt dat de stoel niet naar beneden kan storten en zich in dat geval vasthaakt aan de rail.

## Gebruikte traplift
Een traplift is doorgaans een kostbaar product. Tegenwoordig bestaat de mogelijkheid voor een aanzienlijk lagere prijs een gebruikte traplift aan te schaffen. Bedrijven renoveren trapliften en passen ze aan, waarna de traplift opnieuw ingezet kan worden. Een gebruikte traplift kan ook tijdelijk aangebracht worden als iemand na bijvoorbeeld een ongeval of operatie tijdelijk niet mobiel is. Zodra deze persoon dan na herstel weer mobiel is kan de traplift weer worden verwijderd en worden hergebruikt, wat kostenbesparend werkt.

## Vergoeding traplift
Gemeenten in Nederland hebben een maatschappelijke plicht om hun inwoners te ondersteunen zo lang mogelijk veilig thuis te kunnen blijven wonen. De Wet maatschappelijke ondersteuning (Wmo) regelt dit. Via de Wmo is het mogelijk om aanspraak te doen op een traplift, waarna inwoners een maandelijkse bijdrage aan hun gemeente betalen.
Steeds meer mensen kiezen voor pgb (persoonsgebonden budget) zodat er wel keuze is om de traplift aan de binnenbocht te plaatsen.
Daarnaast is er meer mogelijk zoals svn, opeet hypotheek en een verhoogd leeftijdslimiet voor lease.
In België worden subsidies en tegemoetkomingen op gewestniveau geregeld. Voor Vlaanderen kunnen mensen met een handicap aankloppen bij het Vlaams Agentschap voor Personen met een Handicap (VAPH), in Wallonië is dit Agence pour une Vie de Qualité (AViQ). Inwoners van Brussel kunnen dan weer terecht bij PHARE. Bepaalde provincies en steden en gemeenten geven ook tegemoetkomingen voor het aanschaffen van een traplift. 